# Thorictus martinsi
Thorictus martinsi is een keversoort uit de familie spektorren (Dermestidae). De wetenschappelijke naam van de soort werd in 1925 gepubliceerd door Erich Wasmann.